# Achraf Krir
Achraf Krir (arabe : أشرف كرير), né le 27 décembre 1991, est un footballeur tunisien évoluant au poste de gardien de but à la Jeunesse sportive kairouanaise.